# Luigi Talamoni
Luigi Domenico Filippo Talamoni (Monza, 3 ottobre 1848 – Milano, 31 gennaio 1926) è stato un presbitero italiano, professore, consigliere comunale di Monza e fondatore della congregazione delle suore misericordine di San Gerardo. Nel 2004 papa Giovanni Paolo II lo ha proclamato beato.

## Biografia
Nato il 3 ottobre 1848 a Monza, in contrada dei Mulini, secondo dei sei figli di Giuseppe e Maria Sala, compì i primi studi elementari nell'"Oratorio barnabita del Carrobiolo" di Monza che, stante le modeste condizioni economiche della famiglia, lo accolse quindi poi nello stesso "Seminario dei poveri". Nel 1865 passò al "Seminario diocesano" di Milano. Conclusi gli studi teologici iniziò quelli di lettere e filosofia.
Fu ordinato sacerdote il 4 marzo 1871 e fu inviato ad insegnare al "Collegio San Carlo" di Milano, dove ebbe come allievo (1874-75) Achille Ratti, il futuro papa Pio XI. Nel 1875 venne chiamato al "Seminario di Monza", come insegnante di ginnasio. Si impegnò inoltre nell'attività pastorale, soprattutto nella predicazione e nel confessionale del Duomo.
La crescente affermazione del socialismo lo indusse all'impegno politico: accettò di essere inserito nelle liste civiche del "Comitato cattolico di Monza" e nel 1893 venne eletto nel Consiglio comunale.
Il suo impegno politico fu rivolto alla richiesta di scuole ed asili, a migliorare lo stato delle pubbliche vie e alla loro sicurezza, all'illuminazione e alla difesa della moralità. Chiese case per i meno abbienti e la tutela del piccolo commercio, medicine per i poveri, il miglioramento dell'ambiente carcerario. L'opera sociale da lui svolta gli valse la stima anche degli avversari politici. Nonostante la sua riconferma elettorale del 1923, il clima di violenza instaurato dal fascismo costrinsero alle dimissioni il consiglio comunale.
Incoraggiò e diresse l'opera assistenziale avviata da Maria Biffi Levati (1835-1905) con la quale fondò la congregazione delle "suore misericordine di San Gerardo", di cui scrisse il primo regolamento.

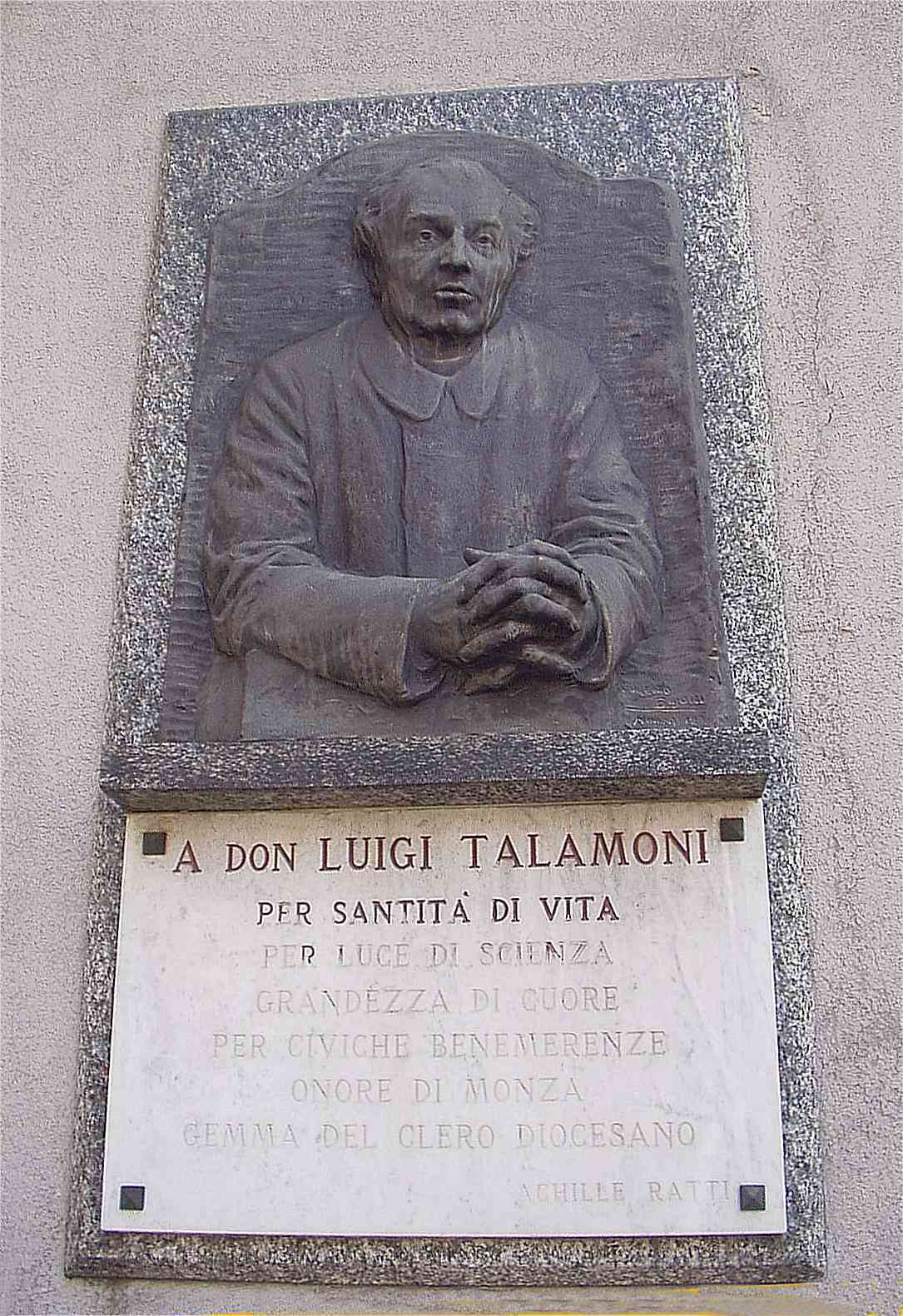
Lapide commemorativa a Monza in piazzetta Santa Margherita

Morì a Milano, nella clinica delle Suore di Maria Bambina, il 31 gennaio 1926 a 77 anni e gli furono tributate esequie solenni a cura del comune di Monza.

## Culto
Consolidatasi la fama della sua santità l'arcivescovo di Milano, il cardinale Ildefonso Schuster avviò l'iter per la canonizzazione, ed il relativo processo informativo fu completato dal suo successore, il cardinale Giovanni Battista Montini.
Il 21 marzo 2004, in piazza San Pietro a Roma è stato proclamato beato dal papa Giovanni Paolo II. In questa occasione la sua salma è stata traslata dalla chiesa delle suore misericordine al Duomo di Monza.
Il 3 ottobre 2009, con solenne celebrazione nel Duomo di Monza presieduta dal cardinale Dionigi Tettamanzi, arcivescovo di Milano, l'arciprete mons. Silvano Provasi ha annunciato il pronunciamento positivo della Congregazione per il Culto Divino e la Disciplina dei Sacramenti circa l'istanza di proclamazione del Beato quale patrono della nuova provincia di Monza e della Brianza.